# Nour Dissem
Nour Dissem, née le 12 mai 1990 à La Marsa, est une coureuse cycliste tunisienne. Elle a été membre de l'équipe fédérale en 2005 et 2006 puis de l'équipe sportive Banque de l'Habitat de 2007 à 2016.
Elle s'est entrainée au centre mondial de cyclisme UCI à Aigle (Suisse) ainsi qu'au centre mondial de cyclisme UCI africain à Potchefstroom (Afrique du Sud).

## Carrière
Aux Jeux panarabes de 2011 à Doha, elle remporte la médaille d'or de la course en ligne par équipe et trois médailles d'argent, en course en ligne individuelle, en contre-la-montre individuel et en contre-la-montre par équipes,,.
Elle est médaillée de bronze de l'omnium aux championnats d'Afrique de cyclisme sur piste 2015 à Pietermaritzburg.
Elle est sacrée championne de Tunisie de course en ligne et contre la montre entre 2006 et 2008 et entre 2010 et 2016. En plus de ses victoires lors des manifestations nationales organisées chaque année, elle remporte la coupe de Tunisie durant les années 2006 à 2010 et 2012 à 2016.

## Palmarès sur route
- 2007
  -  Médaillée d'or du contre-la-montre aux Jeux panarabes
  -  Médaillée d'argent du championnat arabe du contre-la-montre individuel
  -  Médaillée d'argent du championnat arabe sur route
  -  Médaillée de bronze du championnat arabe par équipe sur route
- 2008
  -  Médaillée d'argent du championnat arabe du contre-la-montre individuel
  -  Médaillée de bronze du championnat arabe du contre-la-montre en équipe
  -  Médaillée de bronze du championnat arabe sur route en équipe
- 2009
  -  Médaillée de bronze du championnat arabe du contre-la-montre individuel
  -  Médaillée de bronze du championnat arabe du contre-la-montre en équipe
- 2011
  -  Médaillée d'or de la course sur route en équipe aux Jeux panarabes
  -  Médaillée d'argent du championnat arabe du contre-la-montre individuel
  -  Médaillée d'argent du championnat arabe du contre-la-montre en équipe
  -  Médaillée d'argent du contre-la-montre aux Jeux panarabes
  -  Médaillée d'argent de la course sur route aux Jeux panarabes
- 2012
  -  Médaillée d'argent du championnat arabe du contre-la-montre individuel
  -  Médaillée d'argent du championnat arabe du contre-la-montre en équipe
- 2014
  -  Championne de Tunisie sur route
  -  Championne de Tunisie du contre-la-montre
  -  Médaillée de bronze du championnat arabe du contre-la-montre individuel
- 2015
  -  Championne de Tunisie sur route
  -  Championne de Tunisie du contre-la-montre
- 2016
  -  Championne de Tunisie sur route

## Palmarès sur piste

### Championnats d'Afrique
- Pietermaritzburg 2015
  -  Médaillée de bronze de l'omnium